# Jan Woleński
Jan Woleński, né le 21 septembre 1940 à Radom (Pologne), est un philosophe et logicien polonais, professeur émérite à l’université Jagellonne de Cracovie. 

## Éléments biographiques
Après une enfance passée à Cracovie, Jan Woleński y suivit également ses études, tout d’abord en droit (1958-1963), puis en philosophie (1960-1964). Il soutient sa thèse en 1968 : « La philosophie linguistique et la jurisprudence analytique contemporaine en Grande-Bretagne » (« Filozofia lingwistyczna i wspolczesna jurysprudencja analityczna w Wielkiej Brytanii »), puis, en 1972, son habilitation à diriger les recherches « Problèmes logiques de l’interprétation de la loi » (« Logiczne problemy wykladni prawa »). 
Il passe les années quatre-vingt à Wrocław, où il s’engage dans le mouvement d’opposition contre le régime communiste, ce qui lui vaut une interdiction temporaire d’enseigner à Wrocław. Il travaille ensuite en partie à Cracovie, où, en 1988, il obtient un poste à l’Université Jagellonne. Professeur en 1990, il devient directeur du nouvel Institut d’épistémologie en 1994. Ses activités universitaires sont accompagnées par une vive participation à la vie publique, où il se prononce en faveur de l’ouverture du débat autour de la légalisation des couples homosexuels, de l’avortement, etc.

## Travail philosophique
Jan Woleński a introduit à l’université de Cracovie les études consacrées à la philosophie du langage : il fut le premier à développer et commenter les thèses de Frege, de Russell. Selon ses élèves, il a introduit un langage nouveau dans l’épistémologie, qui n’étudiait jusqu’alors principalement que les Critiques de Kant.
Théoricien de la vérité, Jan Woleński défend une version de la théorie sémantique de Alfred Tarski, en soutenant qu’elle doit préciser nos intuitions ordinaires concernant l’évaluation de nos convictions tout en s’appliquant aux énoncés qui portent sur les choses. 
Outre son apport personnel aux questions de philosophie du droit, du langage ou d’épistémologie, Jan Woleński a largement contribué à la redécouverte de l’héritage philosophique de l’École de Lvov-Varsovie, à laquelle il a consacré deux ouvrages monographiques (cf. bibliographie, 1985 & 1997 et 2011 en français), ainsi que des dizaines d’articles, historiques et polémiques.

## Sélection de publications

### En français
- L'École de Lvov-Varsovie. Philosophie et logique en Pologne, 1895-1939, trad. fr. A. C. Zielińska, Paris, Vrin, 2011[2].

### En anglais
- Logic and philosophy in the Lvov-Warsaw school, Dordrecht, Londres, Kluwer, 1989.
- Kotarbinski: logic, semantics and ontology (ed.), Dordrecht, Kluwer Academic Publishers, 1990.
- Philosophical Logic in Poland (ed.), Dordrecht, London, Kluwer Academic Publishers, 1994.

### En polonais
- Z zagadnień analitycznej filozofii prawa, Quaestiones ad philosophiam analyticam iuris pertinentes, Varsovie, Kluwer Academic Publishers, 1980.
- Filozoficzna szkoła lwowsko-warszawska, Varsovie, PWN, 1985.
- Kotarbiński, Wiedza Powszechna (pl), Varsovie, 1990.
- Metamatematyka a epistemologia, Varsovie, PWN, 1993.
- W stronę logiki, Aureus, Cracovie, 1996.
- Szkoła Lwowsko-Warszawska w polemikach, Varsovie, Scholar (pl), 1997.
- Alfred Tarski and the Vienna circle : Austro-Polish connections in logical empiricism, avec Eckehart Köhler, Dordrecht, Londres, Kluwer Academic, 1999.
- Okolice filozofii prawa, Universitas (pl), Cracovie, 1999.
- Epistemologia, III tomes, Aureus, Cracovie, 2000.
- Granice niewiary, Wydawnictwo Literackie, Cracovie, 2004.
- Epistemologia. Poznanie, prawda, wiedza i realizm, Wydawnictwo Naukowe PWN, Varsovie, 2006.
- Lustracja jako zwierciadło, Universitas, Cracovie, 2007.
- Historia filozofii polskiej, & Jan Skoczyński, Wydawnictwo WAM (pl), Cracovie, 2010.
- Szkice o kwestiach żydowskich, Wydawnictwo Austeria Klezmerhojs, Cracovie, Budapest, 2011.

## Récompenses (sélection)
- Croix d'officier de l'Ordre Polonia Restituta (2011)[3]
- Prix de la Fondation pour la science en Pologne pour le travail sur l'École de Lvov-Varsovie (2013)[4]